# The Best Damn Thing (pjesma)
"The Best Damn Thing" je četvrti singl kanadske pjevačice Avril Lavigne s njezinog trećeg studijskog albuma The Best Damn Thing. Pjesmu su napisali Avril Lavigne i Butch Walker. Prvi je put objavljena u Njemačkoj 13. lipnja 2008. Pjesma je tijekom 2008. emitirana na australskom radiju. Bila je popularna u Brazilu, gdje je bio objavljen glazbeni video.

## O pjesmi
Singl je trebao biti objavljen u Ujedinjenom Kraljevstvu 24. lipnja 2008., ali je objava otkazana. Videospot je redovito emitiran u Ujedinjenom Kraljevstvu.

## Uspjeh na ljestvicama
Iako nije fizički objavljen u Sjevernoj Americi, pojavio se na broju sedam na američkoj ljestvici Billboard Bubbling Under Hot 100 Singles i na 76. poziciji kanadske Hot 100 ljestvice. Na kraju se nije uspio plasirati u Billboard Hot 100. U Njemačkoj je debitirao na broju 64, postavši njezin najslabije prodavani singl tamo. Pjesma nikada nije bila izdana u Velikoj Britaniji, iako je video mogao vidjeti na glazbenim kanalima.

## Videospot i promocija
Videospot je režirao Wayne Isham, a snimljen je 28. veljače 2008. Premijera je bila na Total Request Live Italy 4. travnja, a na web stranici Imeem 9. travnja.
U intervjuu u časopisu Rolling Stone, Avril je kazala da će koncept za glazbeni video biti "poput filmske komedije, ima nekih smiješnih prizora i slatka priča, ja i moj žalosni "šarmantni princ". Video pokazuje Lavigne kao navijačicu s pratećim vokalima i plesačima u sobi sa svojim sastavom. Na kraju videa ona svira bubnjeve, a u njemu su se pojavili i njen brat Matthew i bivših članovi sastava Evan Taubenfeld i Devin Bronson.
Lavigne izvodi pjesmu "I Can Do Better" u jednoj od epizoda američkog talk showa Live with Regis and Kelly u travnju 2008. 12. rujna 2008. izvela je pjesmu na japanskoj radijskoj postaji.

## Popis pjesama
Osnovni singl
1. "The Best Damn Thing" – 3:09
2. "Sk8er Boi" (MSN Control Room)

Premium singl
1. "The Best Damn Thing" – 3:09
2. "Girlfriend"  (MSN Control Room) – 4:06
3. "Innocence" (MSN Control Room) – 3:51
4. "Hot" (MSN Control Room) – 3:49
5. "Losing Grip" (MSN Control Room) – 4:10

## Ljestvice
| Top liste (2008. – 2009.) | Najviša pozicija |
| ------------------------- | ---------------- |
| Argentina                 | 10               |
| Austrija                  | 51               |
| Češka                     | 84               |
| Kanada                    | 76               |
| Njemačka                  | 64               |
| SAD Billboard Pop 100     | 91               |